# Kloster Le Relec
Das Kloster Le Relec (Le Relecq; Abbatia de reliquiis) ist eine ehemalige Zisterzienserabtei in der Gemeinde Plounéour-Ménez im Département Finistère, Region Bretagne, in Frankreich. Es liegt rund 17 Kilometer südlich von Morlaix im Tal des Queffleuth.

## Geschichte

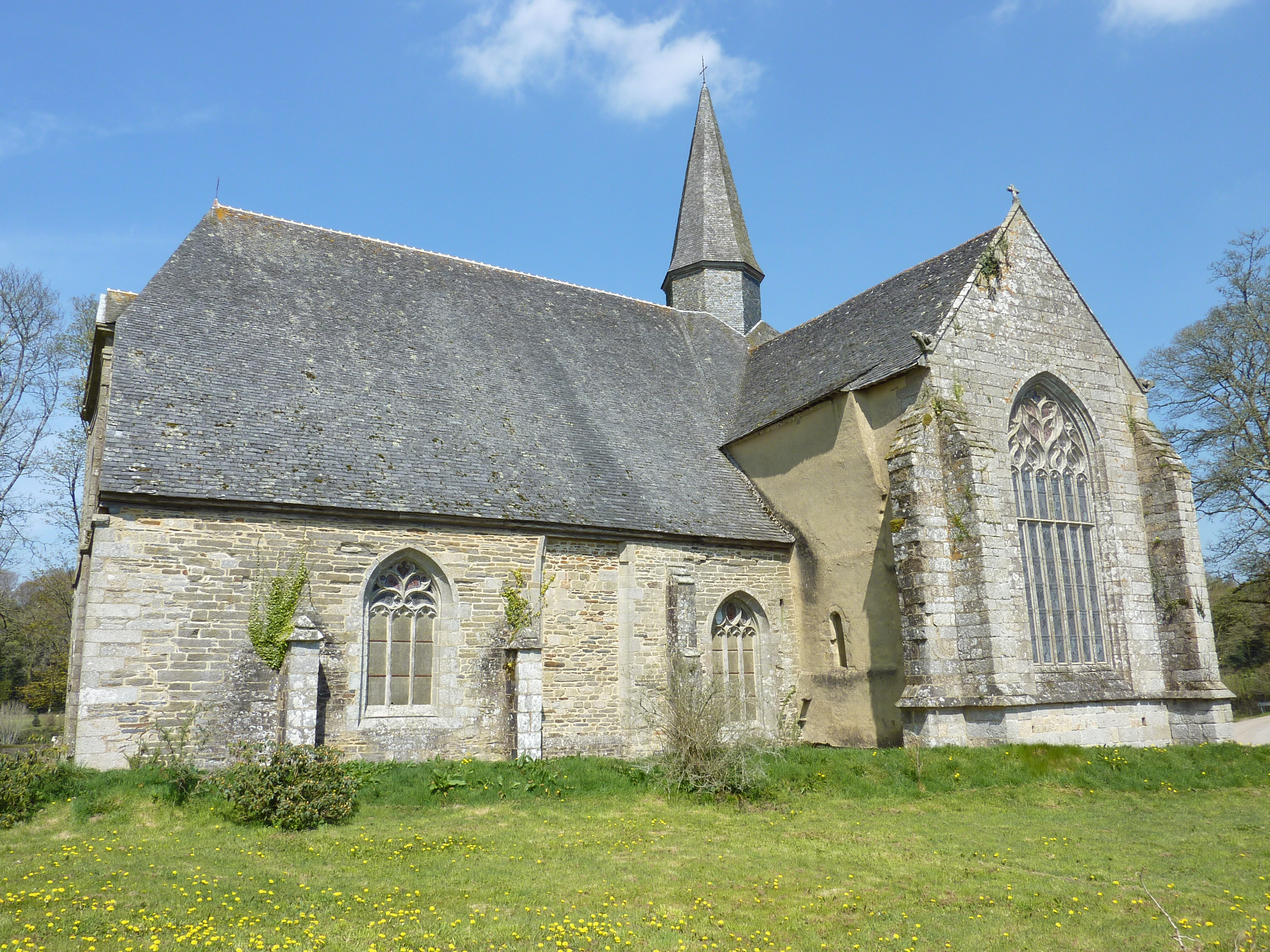
Südansicht der Abteikirche

Das Kloster geht wohl auf eine Benediktinergründung des Paulinus Aurelianus aus dem 6. Jahrhundert zurück, die den Namen Gerber trug. Die Besetzung mit Zisterziensermönchen erfolgte im Jahr 1132 vom Mutterkloster Bégard aus, das selbst eine Tochter von Kloster L’Aumône war. Damit gehörte Le Relec der Filiation von Kloster Cîteaux an. Das Kloster erlebte seine Blütezeit vom 12. bis zum 15. Jahrhundert, wurde aber im Hundertjährigen Krieg 1375 geplündert. Die Landvergabe an Dritte erfolgte im System der Quévaise, die den Hintersassen an den Landherrn band. Am Ende des 15. Jahrhunderts wurde auch in Le Relec die Kommende eingeführt. In den Hugenottenkriegen wurde das Kloster mehrfach geplündert, so im Jahr 1598. In der Folge fiel es teilweise in Ruinen. Bei Beginn der Französischen Revolution, die das Ende des Klosters brachte, betrug die Zahl der Mönche noch vier. Anschließend wurden die Gebäude verkauft. Die Abtei wurde 1914 als Monument historique klassifiziert. Heute steht die Anlage im Eigentum des Generalrats des Départements.

## Bauten und Anlage

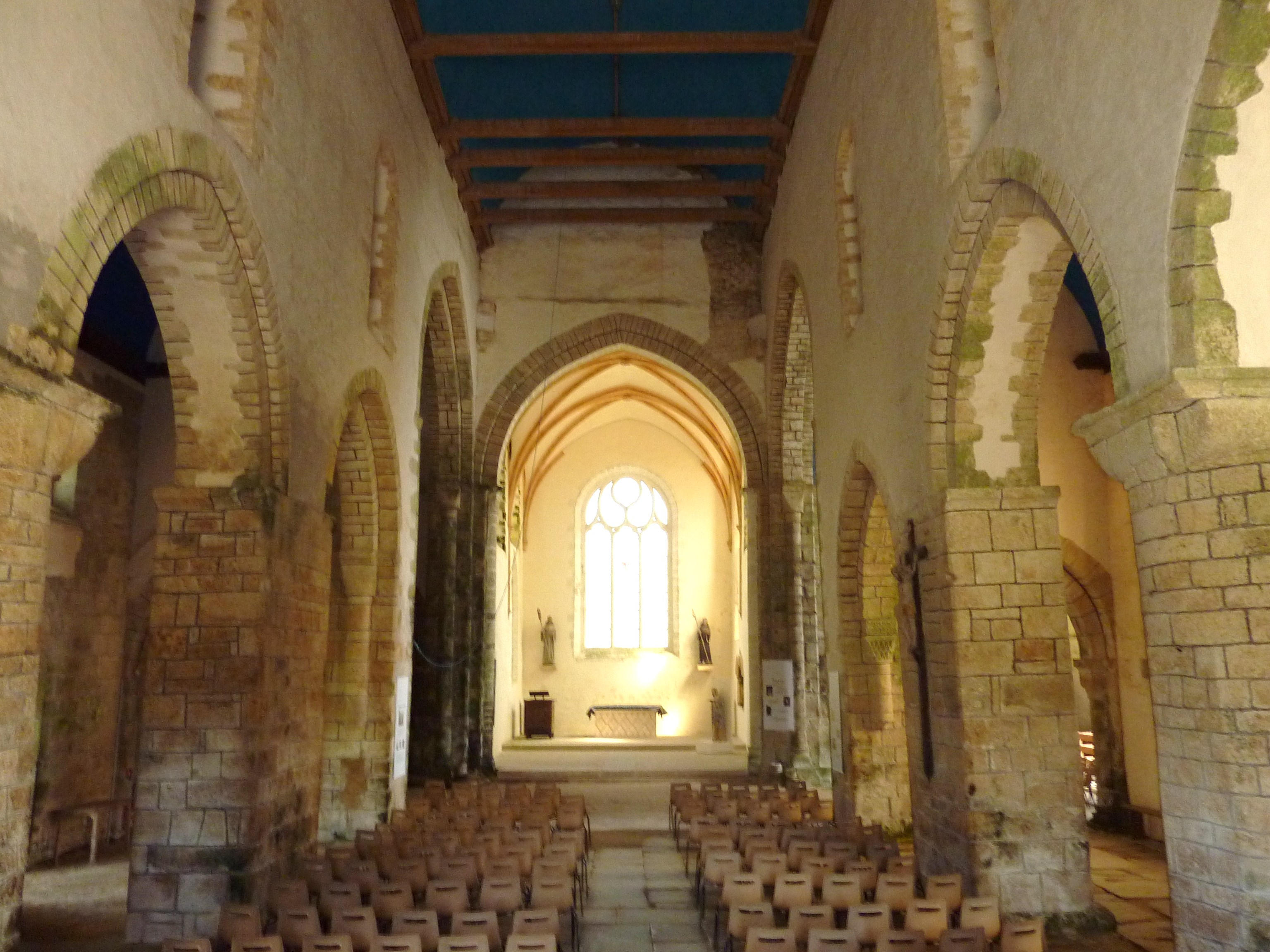
Inneres der Abteikirche

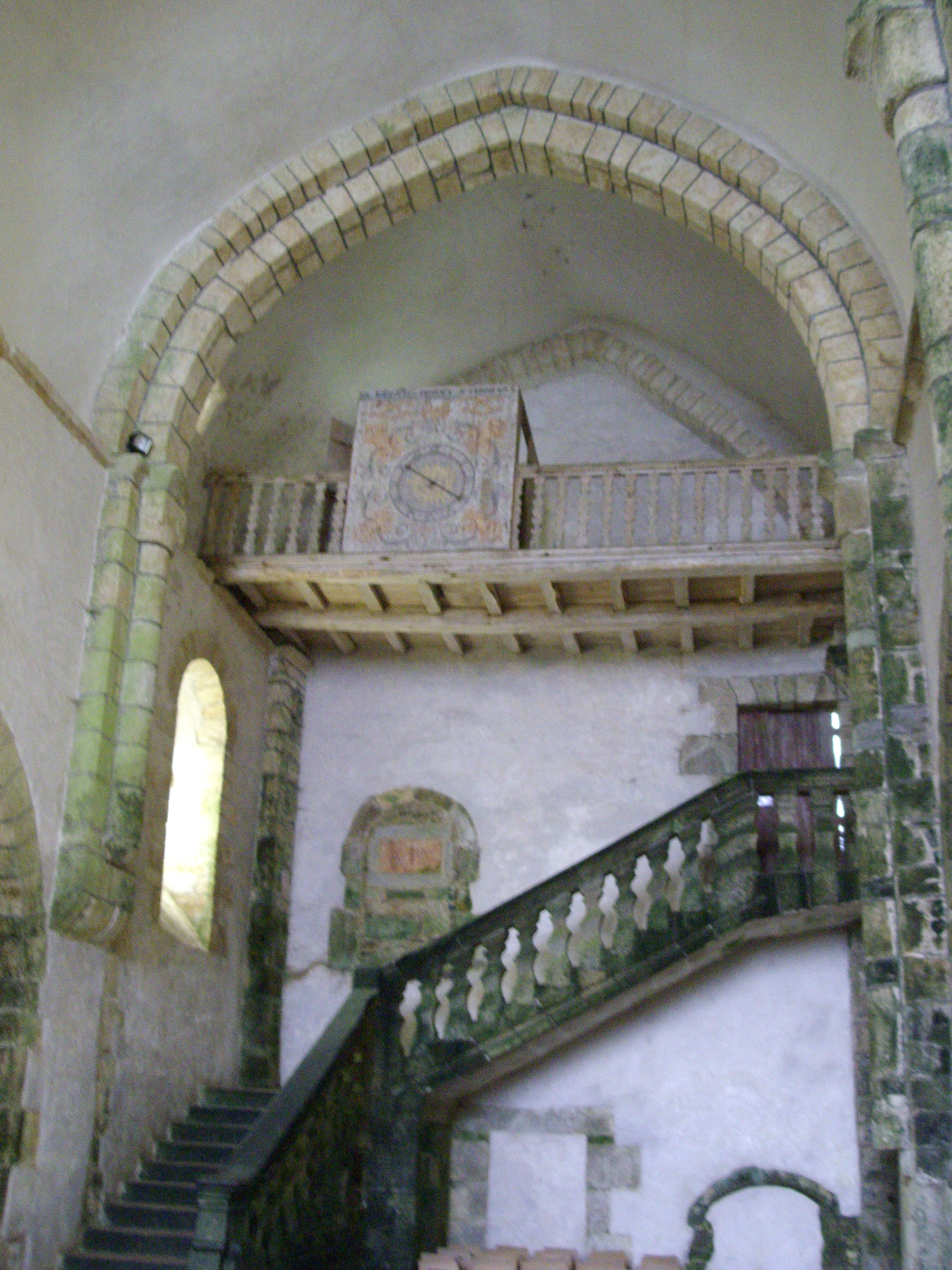
Treppe zum Dormitorium

Erhalten sind die mehrfach umgebaute Abteikirche aus dem 12. Jahrhundert mit einem Altar aus dem 17. Jahrhundert, der Treppe zum Dormitorium, sowie Reste des Kreuzgangs, Gärten, ein monumentaler Brunnen und zwei Weiher. Von den Konventsgebäuden sind Ruinen erhalten.

## Äbte
- 1171–1184: David
- 1265–1279: Yves
- 1300: Alain
- 1309: Jean
- 1389–1392: Guillaume
- 1437 (Sterbejahr): Olivier
- 1458: Henri Kerhoet
- 1458–1462: Parcevaux Le galais
- 1462–1472: Guillaume Le Goellos
- 1479: Conan de Kerrenborgne
- 1487–1515: Guillaume de L’Espervier
- 1511: Pierre de Kerléau

### Kommendataräbte
18 Äbte von 1526 bis 1784:
- 1526–1541: Louis d’Acigné
- 1541–1543: Jacques Torsolis, konkurrierend mit
- 1541–1543: Guillaume Le Roux
- 1543: Sébastien Thomé
- 1550–1564: Louis Le Bouteiller
- 1596–1600: René Potier, Bischof von Beauvais
- 1600–1651: René de Rieux
- ?: Cardinal de Lenoncourt
- 1659–1691: François de Pas de Feuquières
- 1719 (Sterbejahr): David Nicolas de Bertier, seit 1697 Bischof von Blois
- 1719–1728: François-Elie Voyer de Paulmy d’Argenson
- 1729–1740: Antoine Charpin de Gennetines
- 1740–1784: Pierre Hyppolite du Viviers de Lansac